# Josep Lluch
Josep Lluch y Puig (Tarrasa, 24 de abril de 1963) es un editor y escritor español, actualmente editor de las editoriales Proa, Pòrtic y Empúries.

## Trayectoria
Estudió Filología catalana en la Universidad Autónoma de Barcelona. Empezó su trayectoria en el sector editorial en 1987, cuando accedió al departamento de corrección de la Editorial La Galera. El 1992 la empresa hizo una fuerte reducción de personal y Lluch se incorporó al equipo del Grup Enciclopèdia Catalana, donde participó en el proyecto de creación del primer hiperdiccionari, y posteriormente empezó a trabajar como redactor en jefe de la Editorial Proa, ayudando el editor Oriol Izquierdo. Uno de sus primeros autores editados fue Baltasar Porcel. En 2009, al poco de la creación del Grup 62, Lluch se convirtió en el editor de Proa y Pòrtic, y desde julio de 2013 también lo hace de la Editorial Empúries.
Entre sus ediciones más destacadas se encuentran la novela Jo confesso de Jaume Cabré; la biografía Espriu, transparente, escrita por Agustí Pons, y una nueva traducción de la Odisea de Homero a cargo de Joan Francesc Mira. Ha incorporado en el catálogo de Proa autores catalanes consolidados como Valentí Puig, Ramon Solsona y Mercè Ibarz, y también apuestas personales, como Joan-Lluís Lluís, Joan Carreras, Flavia Company, Alba Dedeu o Bel Olid, entre otros.
En 2014 cinco de las obras editadas por Lluch fueron premiadas: Dos taüts negres i dos de blancs de Pep Coll (Premio de la Crítica de narrativa catalana y premio Crexells), Cafè Barcelona de Joan Carreras (Premi Ciutat de Barcelona), Les cròniques del déu coix de Joan-Lluís Lluís (premio Lletra d'Or), Vine com estàs de Mercè Ibarz (Premio Crítica Serra d'Or de cuentos) y L'oració total de Carles Camps Mundó (premio Crítica Serra d'Or de poesía).
Ha publicado diversos libros para el público infantil, como El pare sense veu (1988), La Laura té por (1991), Ha plogut un àngel (1999), És festa major! (2001), La Sol i en Pol (2001), L'oca, la gallina i el món rodó (2007) o El gat de Montmartre (2010), entre otros.